# Walckenaeria camposi
Walckenaeria camposi là một loài nhện trong họ Linyphiidae.
Loài này thuộc chi Walckenaeria. Walckenaeria camposi được Jörg Wunderlich miêu tả năm 1992.